# NHK-Sinfonieorchester

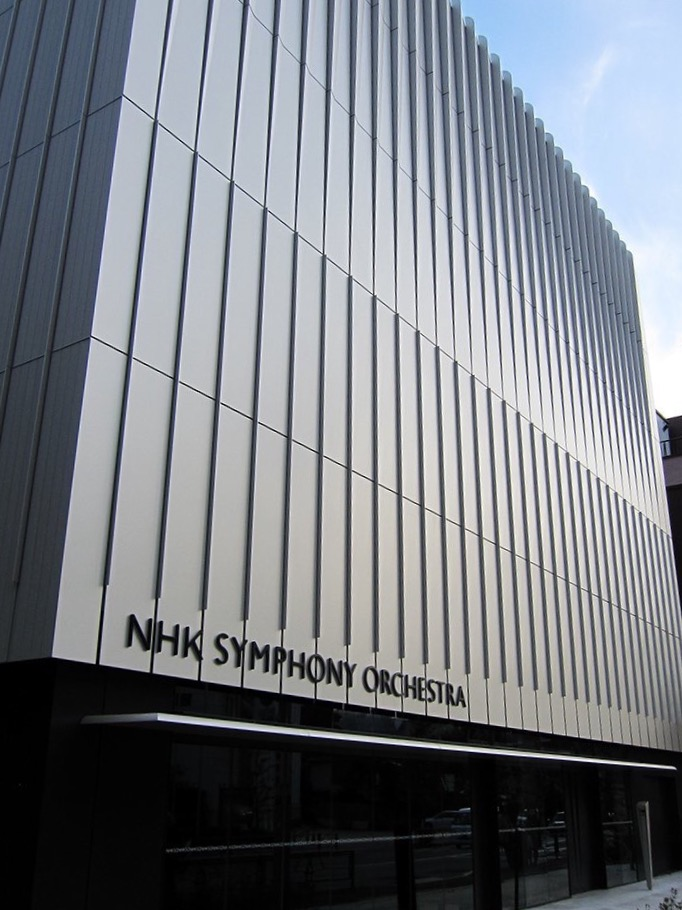
Sitz des Sinfonieorchesters (2016)

Das NHK-Sinfonieorchester (japanisch NHK交響楽団, Nippon Hoso Kyokai Kōkyō Gakudan; englisch NHK Symphony Orchestra; internationale Abkürzung: NHKSO) ist ein in Tokio beheimatetes Rundfunkorchester, das vollwertiges Mitglied der japanischen Orchestervereinigung ist. Es wurde 1926 gegründet und ist somit eines der ältesten professionellen Sinfonieorchester Japans.
Seit 1951 wird das führende Orchester des Landes von der öffentlich-rechtlichen Rundfunkgesellschaft NHK gesponsert; seinen Sitz hat es in Minato. Spielstätten für die Abonnementkonzerte sind die NHK Hall und die Suntory Hall. Chefdirigent des ca. 100-köpfigen Orchesters ist seit 2020 der Italiener Fabio Luisi.
Gemeinsam mit dem Yomiuri-Nippon-Sinfonieorchester und dem Tokyo Metropolitan Symphony Orchestra gehört es zu den „Big Three“ in Tokio.

## Geschichte
Die Gründung des Orchesters geht auf die japanischen Komponisten bzw. Dirigenten Yamada Kōsaku und Konoe Hidemaro zurück, wobei letzterer auch in Deutschland ausgebildet worden war. Ein erfolgreiches japanisch-russisches Sinfoniekonzert im Kabuki-Theater in Tokio im Jahr 1924 leitete schließlich die Orchestergründung in die Wege. Rund 40 Musiker gehörten am 5. Oktober 1926 zu den Gründungsmitgliedern des Neuen Sinfonieorchesters (新交響楽団, Shin Kōkyō Gakudan), das am 20. Februar 1927 sein erstes Konzert gab. Von 1926 bis 1935 amtierte Konoe Hidemaro als erster Dirigent. Er pflegte verschiedene Genres (von der Wiener Klassik, über die Musik der Romantik bis zur Neuen Musik eines Igor Strawinskys) und arbeitete an der Qualität des Klangkörpers. Mit Emanuel Feuermann, Artur Rubinstein, Joseph Szigeti und Efrem Zimbalist holte er international renommierte Solisten nach Tokio.
1936 übernahm der deutsche Dirigent Joseph Rosenstock das Chefdirigat des Orchesters und erweiterte dessen Repertoire. Im April 1942 erfolgte die Umbenennung des Klangkörpers in Japanisches Sinfonieorchester (Nippon Kōkyō Gakudan). Während des Zweiten Weltkriegs verboten das japanische Ministerium für Innere Angelegenheiten und das Heeresministerium die Aufführung westlicher Musik. Mit Ausnahme der Musik aus den verbündeten Staaten (Deutsches Reich und Italien) wurde diese als feindliche Musik (Tekisei Ongaku) angesehen.
Noch während der US-amerikanischen Besatzungszeit in Japan beendete Rosenstock 1947 seine Tätigkeit und mehrere Gastdirigenten übernahmen. Daigoro Arima, der die Geschäfte des Orchesters während und nach dem Krieg hauptamtlich führte, schaffte im August 1951 finanzielle Stabilität, indem die japanische Rundfunkgesellschaft NHK (Nippon Hōsō Kyōkai) als Sponsor gewonnen werden konnte. Von August bis November 1960 unternahm der Klangkörper seine erste Auslandstournee – es bereiste weltweit zwölf Länder. Konzerte wurden darüber hinaus fortan im Rundfunk übertragen. Außerdem konnten bekannte Gastdirigenten wie Ernest Ansermet, Daniel Barenboim, Herbert von Karajan, Neville Marriner, Seiji Ozawa und Wolfgang Sawallisch gewonnen werden.
Von 1969 bis 2006 war Hiroyuki Iwaki Hauptdirigent. Er wurde durch verschiedene Gastdirigenten unterstützt. Erst mit Charles Dutoit (1998 bis 2003) und Vladimir Ashkenazy (2004 bis 2007) hatte das NHK-Sinfonieorchester wieder einen Musikdirektor. Seit 2010 wird das Orchester als gemeinnützige Stiftung organisiert. 2013 folgte unter Charles Dutoit der erste Auftritt bei den Salzburger Festspielen. Seit September 2020 ist der Italiener Fabio Luisi Chefdirigent.

## Otaka-Preis
Das NHK-Sinfonieorchester stiftete den nach dem Orchesterdirigenten Otaka Hisatada benannten Otaka-Preis für Komposition, dessen Preisträgerstücke seit den 1950er Jahren durch das NHKSO aufgeführt werden. Zu den Rezipienten gehören u. a. Toshirō Mayuzumi, Akira Miyoshi und Tōru Takemitsu.

## Chefdirigenten / Musikdirektoren
- Joseph Rosenstock (1936–1946 und 1956–1957: Chefdirigent; 1951–1985: Ehrendirigent)
- Kurt Wöss (1951–1954: Chefdirigent)
- Niklaus Aeschbacher (1954–1956: Chefdirigent)
- Wilhelm Loibner (1957–1959: Chefdirigent)
- Wilhelm Schüchter (1959–1962: Chefdirigent)
- Alexander Rumpf (1964–1965: Chefdirigent)
- Charles Dutoit (1996–1998: Chefdirigent; 1998–2003: Musikdirektor; seit 2003: Emeritierter Musikdirektor)
- Vladimir Ashkenazy (2004–2007: Musikdirektor; seit 2007: Ehrendirigent)
- Paavo Järvi (2015–2022: Chefdirigent; seit 2022: Ehrendirigent)
- Fabio Luisi (seit 2022: Chefdirigent)

## Spielstätten

Hauptspielstätten
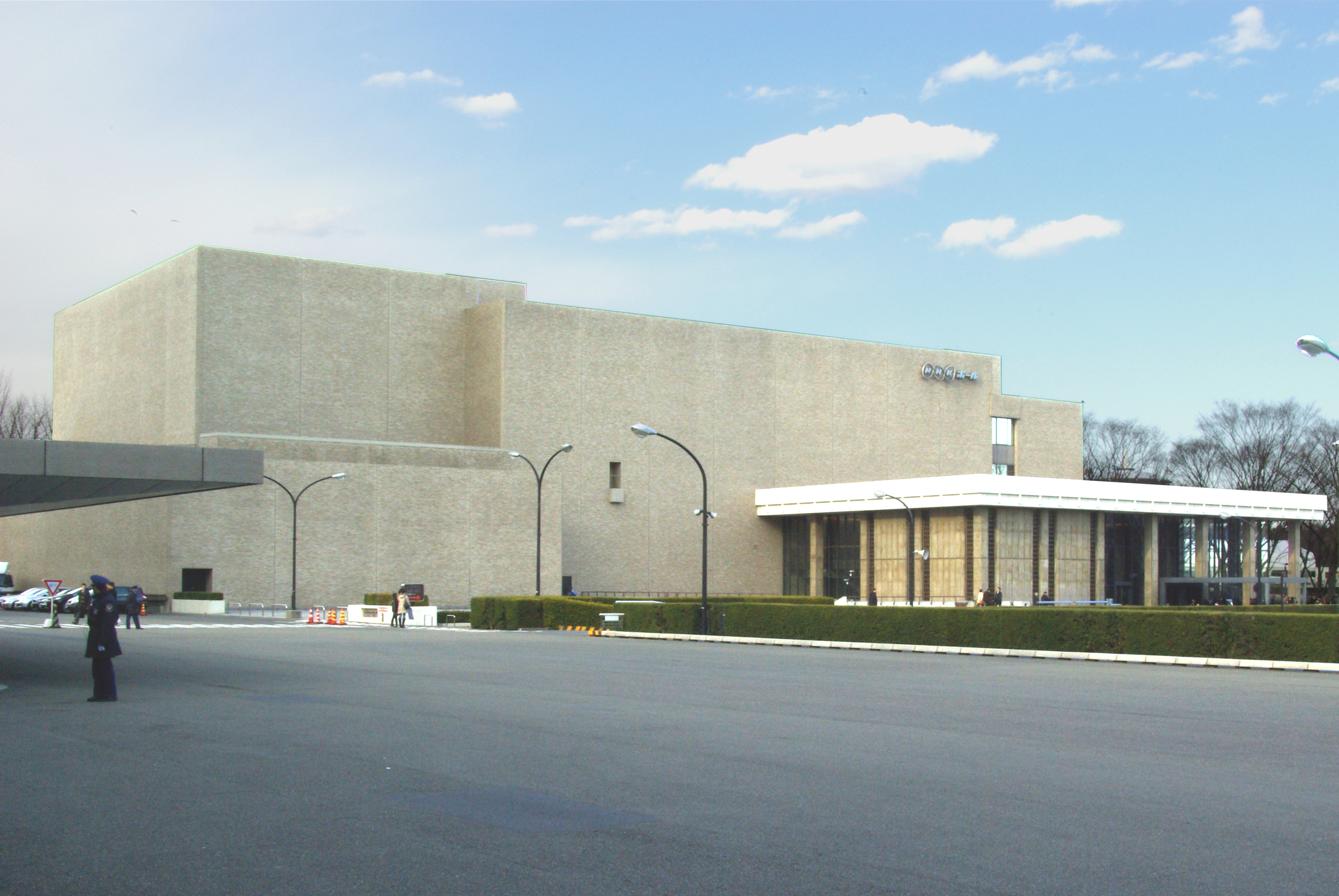
NHK Hall in Jinnan, Shibuya (2008)
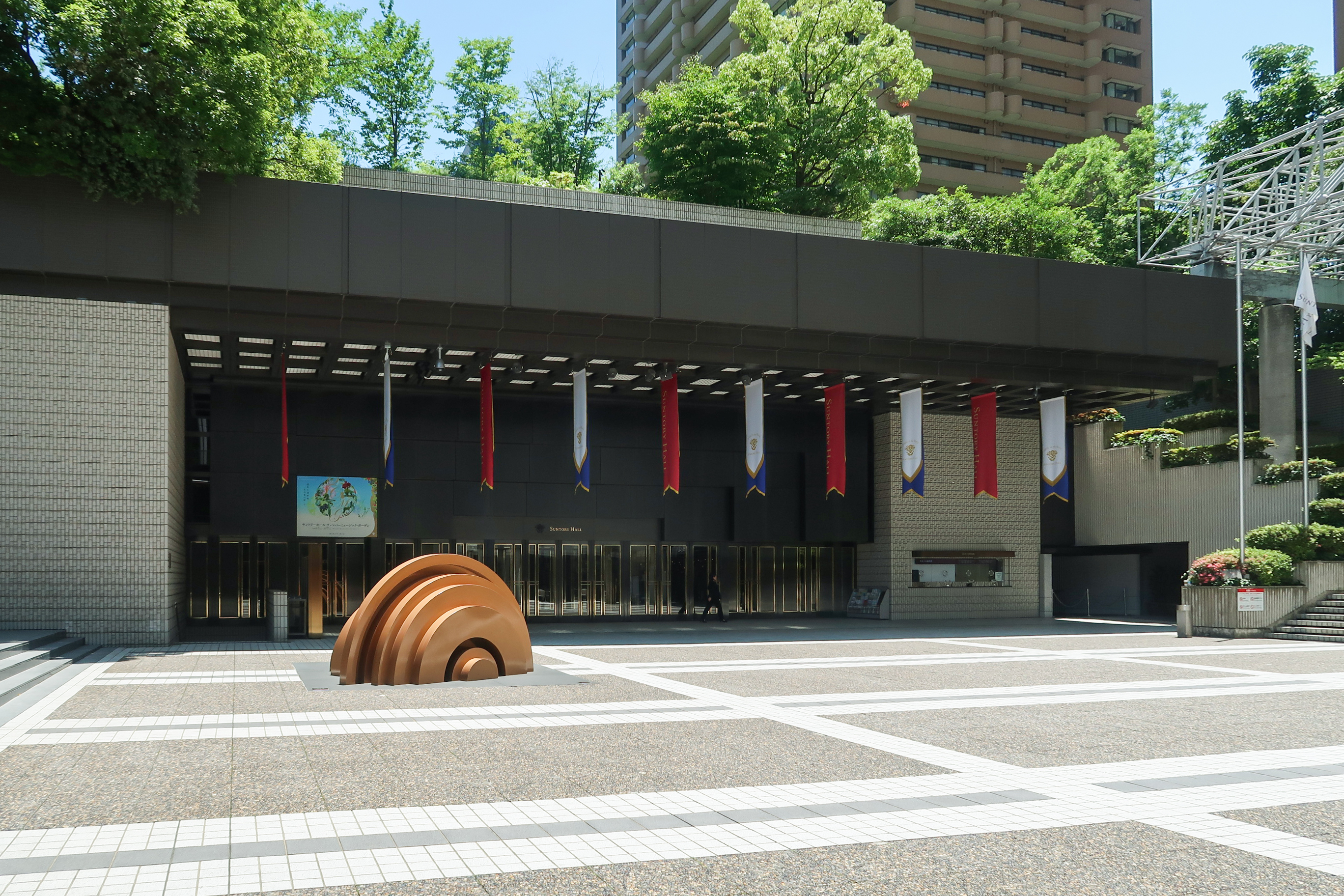
Suntory Hall in Akasaka, Minato (2018)

## Uraufführungen (Auswahl)
- Konoe Hidemaro: Etenraku (1931)
- Richard Strauss: Japanische Festmusik (1940)
- Tōru Takemitsu: Arc I (1963)[7]
- Tōru Takemitsu: Arc II (1964)[7]
- Jōji Yuasa: Chronoplastic (1972)
- Tōru Takemitsu: Marginalia (1976)[7]
- Krzysztof Penderecki: Adagietto (1979)
- Matsudaira Yoritsune: Sérénade (1981)
- Matsudaira Yoritsune: 2e Concert (1981)
- Hans Werner Henze: Drei geistliche Konzerte (1992)
- Sofia Gubaidulina: In the Shadow of the Tree (1999)
- Krzysztof Penderecki: Concerto Grosso (2001)
- Rolf Urs Ringger: Le Luci di Prometéo (2001)
- Karen Tanaka: Rose Absolute (2002)
- Esa-Pekka Salonen: Insomnia (2002)
- Tan Dun: TEA (2002)
- Péter Eötvös: Seven (2007)
- Toshio Hosokawa: Lamentation (2013)
- Akira Nishimura: Kakaisekai (2021)
- Miroslav Srnka: Superorganisms (2023)

## Auszeichnungen
- 1951: Asahi-Preis
- 1986: Mainichi-Kunstpreis
- 2020: Nominierung – Gramophone’s Orchestra of the Year[8]

## Opern-Gesamtaufnahmen
Das Orchester verantwortete folgende Gesamtaufnahmen, darunter mehrere Livemitschnitte italienischer Opern:
- 1959: Otello (Verdi) von Giuseppe Verdi (Alberto Erede)
- 1961: Andrea Chénier von Umberto Giordano (Franco Capuana)
- 1961: Aida von Giuseppe Verdi (Franco Capuana)
- 1961: Cavalleria rusticana von Pietro Mascagni (Giuseppe Morelli)
- 1961: Pagliacci von Ruggero Leoncavallo (Giuseppe Morelli)
- 1961: Tosca von Giacomo Puccini (Arturo Basile)
- 1967: Un ballo in maschera von Giuseppe Verdi (Oliviero de Fabritiis)
- 1973: Aida von Giuseppe Verdi (Oliviero de Fabritiis)
- 1973: Faust von Charles Gounod (Paul Ethuin)
- 1976: Adriana Lecouvreur von Francesco Cilea (Gianfranco Masini)
- 1976: Cavalleria rusticana von Pietro Mascagni (Oliviero de Fabritiis)
- 1976: Pagliacci von Ruggero Leoncavallo (Oliviero de Fabritiis)
- 1980: Muko erabi von Shimizu Osamu (Tadashi Mori)
- 2002: Tea von Tan Dun (Tan Dun)